# 万松野老
万松野老（1166年—1246年），中国金代高僧。河南洛阳人。

## 生平
万松野老俗姓蔡，法号行秀，万松野老是其自称。行秀15岁在荆州出家，受戒后云游天下，寻师访友，参究禅宗修行之道。据《五灯严统》本传载，行秀于《华严经》用功最著，对诸子百家之学亦无不会通。他精通佛理，又长于机辩，堪称熟谙世情，彻悟三界，睿智哲思，朝野钦敬。金章宗曾召见以询佛理，并赐锦绮僧衣一件。耶律楚材出仕蒙古后，曾经慕名造访，请教治国之道。万松野老以“以儒治国，以佛治心”答之。耶律楚材称道不已，以为至理名言，即拜之为师。后每遇疑难，多有讨教，且和诗赠琴，即号称天下第一琴的春雷，过从甚密。
万松野老圆寂前留下一偈：“八十一年，只此一语，珍重诸人，且莫错举。”圆寂后，弟子们于大都城内建塔以埋其骨殖，即今北京市西城区砖塔胡同东口的万松老人塔。